# Lirio Abbate
Lirio Abbate (Castelbuono, 26 febbraio 1971) è un giornalista e saggista italiano.

## Biografia
Inizia nel 1990 collaborando con il Giornale di Sicilia da Termini Imerese, scrivendo di cronaca nera e giudiziaria. È giornalista professionista dal settembre 1998. Nel 1997 è chiamato alla redazione palermitana dell'ANSA, dove si occupa principalmente di cronaca giudiziaria, giungendo fino alla qualifica di capo servizio aggiunto. Dal 1998 è corrispondente de La Stampa dalla Sicilia fino al 2008. Dalla cronaca giudiziaria passa al giornalismo investigativo con ol settimanale L'Espresso.
L'11 aprile 2006 è l'unico giornalista presente al seguito degli investigatori durante l'arresto del capomafia latitante Bernardo Provenzano. Per l'attività svolta a Palermo riceve minacce di morte, a cominciare da settembre 2007, quando i poliziotti che si occupano della sua protezione sventano un attentato preparato davanti alla sua abitazione palermitana. Nell'ottobre dello stesso anno, durante l'udienza di un processo, il boss stragista Leoluca Bagarella indirizza ad Abbate un proclama intimidatorio per notizie che il giornalista ha scritto sull'ANSA e per questo l'agenzia lo trasferisce a Roma. Per questi fatti ottiene la solidarietà anche dell'allora Presidente della Repubblica Giorgio Napolitano, che lo riceve al Quirinale.
Nel 2009 lascia La Stampa e l'Ansa e diviene inviato de L'Espresso.
Con un'inchiesta giornalistica su L'Espresso nel 2012, due anni prima dell'azione giudiziaria, svela la presenza a Roma di intrecci che sarebbero stati oggetto dell'indagine giudiziaria detta "Mafia Capitale" con "i quattro Re di Roma", denunciando per primo il potere del clan di Massimo Carminati che per questo motivo inizia a minacciarlo, come emerge dalle intercettazioni effettuate dai carabinieri del Ros.
Pubblica inoltre diverse inchieste esclusive su corruzione, politica, malaffare e mafie.
L'organizzazione internazionale Reporter senza frontiere (RSF) nel 2014 lo inserisce nella lista dei "100 eroi dell'informazione nel mondo" con questa motivazione: «Le minacce di morte e la sua presenza nella lista nera di Cosa nostra non lo hanno intimidito». Nel 2015 l'associazione Index on Censorship di Londra lo ha candidato con altre 16 persone che al mondo  lottano per la libertà di espressione; i premi sono offerti in quattro categorie: giornalismo, arti, campagne e attivismo digitale. Nel 2014 pubblica l'inchiesta "Il business segreto della vendita dei virus che coinvolge aziende e trafficanti" in cui emergono notizie di rilievo sociale e conflitti di interesse fra ricercatori e manager di industrie farmaceutiche e vengono menzionale accuse, già formulate dai magistrati, nei confronti della virologa Ilaria Capua, per la quale nel 2016 alcuni reati vengono dichiarati prescritti dal GUP, in quanto la prescrizione ha precedenza sull'assoluzione, e per il resto prosciolta.
Per raccontare la 'Ndrangheta ha scritto nel 2013 un libro sulle donne che in Calabria si ribellano ai boss: Fimmine Ribelli. Ed ha raccontato attraverso inchieste giornalistiche e reportage su L'Espresso le stragi delle donne in Calabria.
Per svelare i retroscena inediti del misterioso furto al caveau nella banca della città giudiziaria di Roma ha scritto il libro La Lista - Il ricatto alla Repubblica di Massimo Carminati.
Nel maggio 2014 ha messo in scena con Pierfrancesco Diliberto (in arte Pif) una rappresentazione teatrale che ironizza sulla mafia e i boss. Lo spettacolo, che ha esordito a Perugia, ha riscosso un grande successo di pubblico. È stato autore e conduttore insieme a Peter Gomez della trasmissione televisiva Impronte di mafia ideata da Carlo Freccero, in onda fino a gennaio 2008 su RaiSat Premium.
Autore e conduttore per Radio Rai, ha scritto e raccontato, per il programma Wikiradio di Radio 3, le puntate su  Carlo Alberto dalla Chiesa, l'omicidio di Pio La Torre, Rosario Livatino, l'omicidio di Giuseppe Fava, Placido Rizzotto, Joe Petrosino, la strage di via dei Georgofili, mentre, per gli speciali di Rai Radio Tre, 23 maggio 1992: l'attentato di Capaci. Un giorno nella storia d'Italia.
Ha ideato e scritto per LA7 il docufilm L'uomo Nero - Storia di Massimo Carminati, e per Sky Atlantic ha scritto e curato la docu-serie Barrio Milano sulle gang latino-americane nel capoluogo lombardo.
Il Presidente della Repubblica, motu proprio, nel 2015 gli ha conferito l'onorificenza di Ufficiale dell'Ordine al merito della Repubblica italiana.
Nel gennaio 2016 è nominato caporedattore responsabile delle sezioni "Inchieste" e "Attualità" de L'Espresso. Nel 2016 è stato coordinatore del team che ha realizzato per L'Espresso la piattaforma protetta RegeniLeaks per raccogliere testimonianze di whistleblower sulle torture e le violazioni dei diritti umani, per chiedere giustizia per Giulio Regeni e per tutte le vittime dei servizi di sicurezza egiziani, in collaborazione con l'Hermes Center for Transparency and Digital Human Rights.
Dal 2016 al 2017 ha fatto parte in Vaticano della Consulta internazionale sulla giustizia del Dicastero per il servizio dello sviluppo umano integrale, presieduto dal cardinale Peter K.A. Turkson.
Dal 29 novembre 2017 è nominato vicedirettore del settimanale L'Espresso, per poi divenirne direttore dal 4 marzo 2022, in sostituzione xel dimissionario Marco Damilano. Il 21 dicembre 2022 gli succede alla direzione Alessandro Mauro Rossi.
Dal 1º marzo 2023 è Caporedattore e inviato a riporto del direttore per il quotidiano La Repubblica.

## Opere
- Nostra mafia dei monti, dal processo alle cosche delle Madonie al caso Contrada, Dharba Editore Spoleto,1993
- La storia del giro podistico di Castelbuono, La corsa su strada più antica d'Italia, Promos Editore, 1994
- La mafia che ho conosciuto, Edizioni Espero, 1996
- Voci contro le mafie (a cura di) Emons, L'Espresso, 2012
- Fimmine Ribelli - Come le donne salveranno il Paese dalla 'ndrangheta, Rizzoli, 2013 ISBN 8817063592
- La Lista - Il ricatto alla Repubblica di Massimo Carminati, Rizzoli, 2017, ISBN 9788817093897
- U siccu - Matteo Messina Denaro: l'ultimo capo dei capi, Rizzoli, 2020, ISBN 9788817148795
- Faccia da Mostro - Un ex poliziotto. Omicidi eccellenti e stragi di mafia. Una donna legata a Gladio. Un mistero che dura da trent'anni, Rizzoli, 2021, ISBN 9788817156356
- Stragisti - Da Giuseppe Graviano a Matteo Messina Denaro, uomini e donne delle bombe di mafia, Rizzoli, 2022, ISBN 9788817163347
- Demoni - Droga, affari e sangue. La mappa del potere nella capitale, Rizzoli, 2024, ISBN 9788817189019
- I diari del boss - Parole, segreti e omissioni di Matteo Messina Denaro, Rizzoli, 2025, ISBN 9788817193368

### Con altri
- I complici. Tutti gli uomini di Bernardo Provenzano da Corleone al Parlamento. (con Peter Gomez), Fazi Editore, 2007, ISBN 9788881127863
- I Re di Roma - Destra e sinistra agli ordini di mafia Capitale. (con Marco Lillo), Chiarelettere, 2015 ISBN 8861907067
- Il Rosso & il Nero - Il romanzo della «peggio gioventù». (con Marco Tullio Giordana), Solferino, 2019, ISBN 978-88-282-0304-9

## Cinema
- Una Femmina. regia di Francesco Costabile, soggetto di Lirio Abbate e Edoardo De Angelis, sceneggiatura di Lirio Abbate, Serena Brugnolo, Adriano Chiarelli. Il film è stato presentato a febbraio 2022 al Festival del cinema di Berlino nella sezione Panorama.
- Candidato nel 2022 ai David di Donatello per la Migliore Sceneggiatura Non Originale scritta con Francesco Costabile, Serena Brugnolo e Adriano Chiarelli.[48]

## Televisione
- L'uomo Nero - Storia di Massimo Carminati (La7 docufilm  L'uomo Nero - Storia di Massimo Carminati. Lirio Abbate con Guy Chiappaventi e Flavia Filippi e la voce narrante di Luca Ward
- Barrio Milano - Ascesa e crollo delle gang latinoamericane. di Lirio Abbate (con la regia di Gabriele Gravagna, prodotto da Magnolia per Sky)
- World's Most Wanted., 2020, docuserie su Netflix che racconta le storie di ricercati famosi, sospettati di crimini terribili e sfuggiti all'arresto nonostante enormi taglie e indagini internazionali. Il 5º episodio è dedicato a Matteo Messina Denaro

## Podcast
- Picciotti - La mafia raccontata da Lirio Abbate (prodotto da Lucky Red), 2023, 2 stagioni. È il racconto dell'ascesa del clan dei Corleonesi, la più potente associazione criminale di Cosa nostra, dall'assassinio del sindacalista Placido Rizzotto agli ultimi giorni di libertà di Matteo Messina Denaro. È arricchito da moltissime testimonianze di magistrati, collaboratori di giustizia e da reali deposizioni nelle aule dei tribunali, Picciotti è un racconto che aderisce ai fatti come un saggio e affascina come un romanzo.
- Questo è Messina Denaro (prodotto da OnePodcast), 2024, 4 episodi. In questo podcast si sente la voce di «'U siccu» mentre si difende, contrattacca, parla di Riina, Brusca, della strage di via dei Georgofili a Firenze, il fallito attentato a Maurizio Costanzo, gli omicidi e la latitanza. A guidarvi in questo racconto insieme ad Antonio Iovane, è Lirio Abbate.

## Premi
Premi che gli sono stati assegnati per la sua attività giornalistica
- 2003 - Premio Cronista dell'anno Piero Passetti - Riconoscimento speciale "Targa del Comandante Generale dell'Arma dei Carabinieri"[49]
- 2006 - Premio internazionale Ischia - "cronista dell'anno per le agenzie di stampa"[50][51]
- 2006 - Premio Roberto Ghinetti[52]
- 2007 - Premio Internazionale di Giornalismo Maria Grazia Cutuli[53]
- 2007 - Premio Capalbio[50]
- 2007 - Premio Santa Marinella[50]
- 2007 - Premio Viareggio
- 2007 - Premio Guido Dorso[54]
- 2008 - Premio Nazionale Enzo Biagi per il giornalismo, la democrazia e la legalità
- 2008 - Premio Marostica per la Cittadinanza europea - "giornalista dell'Ansa a Palermo, per il suo impegno coraggioso contro la criminalità organizzata"[55]
- 2008 - Premio Elio Vittorini[56]
- 2010 - Premiolino
- 2015 - Premio Nazionale Giuseppe Fava

## Procedimenti giudiziari
Durante la sua carriera, Lirio Abbate come altri giornalisti che fanno inchieste è stato querelato o citato in giudizio per i suoi articoli e le sue dichiarazioni e nella maggioranza delle volte è stato assolto.
- Citato in giudizio nel 2011 dalla famiglia del deputato Antonio Angelucci per aver pubblicato su l'Espresso un'inchiesta dal titolo "Angelucci Connection",[58] è stato assolto nel 2017 in sede civile e penale[senza fonte].
- Condannato in primo grado per diffamazione nel 2014 per un articolo del 2009 sul ministro Angelino Alfano[59] e nel 2016 il giudice civile di Palermo, Fabrizio Lo Forte, lo condanna per diffamazione nei confronti della moglie di lui Tiziana Miceli.[60] È in corso il processo di appello[ancora?].
- È stato assolto nel procedimento per diffamazione intentato da Massimo Carminati per l'articolo del 2012 I 4 re di Roma[61], per il quale Carminati è stato condannato al pagamento delle spese processuali.
- Nel 2016 è stato condannato per diffamazione dal giudice civile del tribunale di Palermo, Giulio Corsini, nei confronti del giornalista e parlamentare Renato Farina[62] per un articolo pubblicato a novembre 2009 dal titolo "Indagine Esplosiva".[63] È in corso il processo d'appello a Palermo.[ancora?]
- Nel 2016 è stato rinviato a giudizio dal Gip del tribunale di Roma per diffamazione aggravata dell’ex assessore della regione Sicilia, Gaetano Armao, per un articolo del 2012[64], e assolto dalla quarta sezione penale tribunale di Roma nel marzo 2018 perché "il fatto non sussiste".[65]
- Nel 2017 è stato condannato dal tribunale civile di Roma per diffamazione nei confronti dell'ex vice sindaco di Villabate Antonino Fontana, su quanto scritto nel libro I complici.[66]
- Nel maggio 2017 è rinviato a giudizio per diffamazione pluriaggravata nei confronti di Isabella Votino, portavoce del presidente della regione Lombardia Roberto Maroni[67] è stato poi assolto dal tribunale di Roma perché il fatto non costituisce reato.[68]
- Nel 2016 la virologa Ilaria Capua querela per diffamazione L'Espresso e Abbate. Nel 2018 il giudice di Velletri archivia il procedimento[69] accogliendo la richiesta del pm.
- Nel maggio 2019 per aver riportato frasi di un atto giudiziario in un articolo sul giudice della sezione fallimentare del tribunale di Roma, Giovanni Deodato, è stato condannato in sede civile per diffamazione a risarcire con 100 000 euro il magistrato romano (è in corso l'appello[ancora?][70]).[71]